# American Me
American Me és una pel·lícula drama de ficció criminal estatunidenca del 1992 produïda i dirigida per Edward James Olmos, la seva primera pel·lícula com a director, i escrita per Floyd Mutrux i Desmond Nakano. Olmos també interpreta al protagonista de la pel·lícula, Montoya Santana, basat en el cap de la mafia Rodolfo Cadena. Entre els productors executius hi havia el productor discogràfic Lou Adler, el guionista Mutrux i Irwin Young. Representa un relat fictici de la fundació i l'ascens al poder de la màfia mexicana al sistema de presons de Califòrnia des dels anys 50 fins als 80.

## Sinopsi
La pel·lícula descriu 30 anys de vida en les colles de Los Angeles. La història comença amb els Zoot Suit Riots de juny de 1943, descrivint a una parella llatina jove: Esperanza i Pedro Santana que són agredits per motius racials per un grup de mariners. Pedro és tret als carrers i colpejat juntament amb altres xicanos esquinçant i fent trossos les seves robes, mentre que Esperanza és violada per un grup de mariners. La història canvia després a anys posteriors i s'enfoca en el fill gran de Pedro Santana, Montoya, un adolescent qui forma una colla juntament amb les seves amics J.D. i Mundo. Aviat començaran a cometre crims i després són arrestats.
Al correccional juvenil, Santana assassina a un convicte, qui l'havia violat, i com a resultat això la seva sentència s'estendrà després dels 18 anys a la presó de Folsom State. El líder de la màfia mexicana és empresonat i a partir d'aquí comença a narrar la seva història des de la seva infantesa, passant per una sèrie d'esdeveniments tràgics en el reformatori fins a la seva realitat actual als reclusoris

## Repartiment
- Edward James Olmos com a Montoya Santana, basat en Rudy "Cheyenne" Cadena, un notori cap de la mafia La Eme. Cheyenne va morir el 1972 després de ser apunyalat fins a mort per membres de la màfia mexicana rival, Nuestra Familia.
  - Panchito Gomez com a jove Montoya Santana
- William Forsythe com a J.D, basat en Joe "Pegleg" Morgan. Morgan es va convertir en membre de la màfia mexicana el 1968 mentre era a la presó estatal de San Quintín. Va morir l'any 1993 a causa d'un càncer.
  - Steve Wilcox com jove J.D.
- Pepe Serna com "Mundo", basat en Ramon "Mundo" Mendoza. Segons 'Mundo', no va ser membre fundador de La eMe i no es va convertir en membre poc després de la seva arribada a la presó estatal de San Quentin el 1968. Va afegir que mai va assassinar 'Cheyenne' Cadena després de veure la pel·lícula
- Daniel A. Haro com a "Huero". Basat en Luis "Huero Buff" Flores, que va ser el fundador de la màfia mexicana mentre complia per assassinat el 1957 a la Institució Vocacional Deuel.
- Sal López com Pedro Santana
- Vira Montes com Esperanza Santana
- Danny De La Paz com a "Titella"
- Daniel Villarreal com a "Titella"
- Evelina Fernández com a Julie
- Roberto Martín Márquez com Acha
- Dyana Ortelli com a Yolanda
- Jacob Vargas com a Paulito Santana
- Eric Close com a Juvie Hall Attacker
- Rigoberto Jiménez com a "Big Happy"
- Cary-Hiroyuki Tagawa com "El Japo" basat en Mike "Jap Mike" Kudo.
- Robby Robinson com a lladre de drogues
- Ron Thompson com a Junkie
- Rafael H. Robledo com "El Chucko" Pena
- William Smith com a Deacon

## Producció
Parts de la pel·lícula es van rodar a la Presó Estatal de Folsom i California Institution for Men. El rodatge va durar tres setmanes i va incloure 800 reclusos i guàrdies, que van aparèixer com a figurants. Les escenes rodades a Los Angeles incloïen membres de la banda com a extres.

## Recepció

### Resposta crítica
A Roger Ebert del Chicago Sun-Times li va agradar la realitat que es veia a la pel·lícula i que sonava veritat: "El que vaig sentir veient American Me, però, és que es basa en una situació real, en la realitat que les bandes del carrer i la presó, barrejades amb la venda de drogues que financen el procés, treballen conjuntament per crear una classe criminal professional."
Janet Maslin escriu a The New York Times, "Però la direcció del Sr. Olmos... és fosca, lenta i solemne, tant és així que desvia l'energia de la franquesa fonamental de la pel·lícula. Per violenta que sigui, American Me poques vegades és prou dramàtica com per donar vida al seu material."
Marjorie Baumgarten, crítica de cinema de The Austin Chronicle, va escriure, "American Me està dissenyada amb cor, convicció i intel·ligència. No exigeix menys de la seva audiència. Insisteix que hi ha no hi ha solucions ràpides, però aquestes solucions són de la màxima urgència."
La pel·lícula fou projectada a la secció Un Certain Regard al 45è Festival Internacional de Cinema de Canes.
A Rotten Tomatoes la pel·lícula té un índex d'aprovació del 73% basat en les ressenyes d'11 crítics. A Metacritic la pel·lícula té una puntuació del 66% basada en crítiques d'11 crítics, que indiquen "crítiques generalment favorables".

### Taquilla
La pel·lícula es va estrenar en estrena nacional als Estats Units el 13 de març de 1992 (830 pantalles). El cap de setmana d'obertura va obtenir 3,4 milions de dòlars bruts i els ingressos totals de les tres primeres setmanes van ser de 9,1 milions de dòlars. La pel·lícula es va estrenar durant tres setmanes (disset dies). En la seva estrena més àmplia, la pel·lícula es va presentar a 830 sales d'arreu del país. La taquilla final bruta va ascendir a 13,1 milions de dòlars.

## Reacció de la màfia mexicana
Segments de la màfia mexicana es van enfurismar amb la pel·lícula, concretament la violació del personatge principal quan era jove i la seva mort a mans dels seus propis seguidors al final de la seva carrera criminal. Ja sigui com a represàlia per la seva representació a la pel·lícula, o com una estafa criminal rutinària, el membre de la màfia mexicana Joe "Pegleg" Morgan, que va servir d'inspiració per al personatge de JD, suposadament va intentar extorsionar econòmicament Olmos. Els documents judicials mostren que Olmos va ser víctima d'un intent d'extorsió contingut en una acusació federal de 33 pàgines. Segons el reportatge del setmanari CBS News 60 Minutes, tres consultors d'aquesta pel·lícula van ser assassinats més tard a causa de la representació d'una escena de violació homosexual que va ofendre el masclisme dels gàngsters de la màfia mexicana.
L'actor Danny Trejo va dir en una entrevista que sabia que 10 persones havien estat assassinades per la seva participació en la pel·lícula. El primer assassinat es va produir 12 dies després de l'estrena de la pel·lícula quan un dels consultors de la pel·lícula, Charles "Charlie Brown" Manriquez, membre de La Eme, va ser assassinat a Ramona Gardens, el projecte d'habitatge públic més antic de LA.
Una altra consultora de la pel·lícula, l'àvia Ana Lizarraga, de 49 anys, coneguda comunament com "The Gang Lady", va ser assassinada quan va ser abatuda a trets al seu carrer d'East Los Angeles mentre descarregava queviures. Una acusació federal acusava La Eme d'ordenar l'assassinat de Lizarraga el 1992. Lizarraga era una antiga membre de la banda que era, quan la van assassinar, una consellera contra les colles. Va interpretar una àvia a la pel·lícula. El seu assassinat es va produir vuit mesos després que es completés American Me.

## Banda sonora
Com que la pel·lícula tracta sobre una subcultura llatinoamericana, la música inclosa a la banda sonora era d'orientació llatina: sons urbans de finals de la dècada de 1970 i oldies dels anys 50. La banda sonora original va ser publicada el 28 d'abril de 1992 per Virgin Records.
El CD conté deu cançons i inclou cançons interpretades per diversos artistes, com ara: Los Lobos, Santana, Ike & Tina Turner, Bobby Day, Kid Frost, War i altres intèrprets.